# Asmus Bunzen
Asmus Bunzen (* 31. Juli 1840 in Langballig; † 13. März 1917 in Flensburg) war Bürgermeister von Glücksburg und Mitglied im Preußischen Abgeordnetenhaus.

## Leben
Bunzens Eltern waren der Hufner Asmus Bunzen und dessen Frau Maria Christina, geb. Lund. Er bewirtschaftete den elterlichen Hof und war Gemeindevorsteher von Langballig. 1882 verkaufte er den Hof und zog nach Flensburg, wo er im Landratsamt arbeitete und anschließend die neu gebildete Ortskrankenkasse des Landkreises Flensburg leitete. Daneben war er Direktor des Flensburger Feuerversicherungsvereins. Außerdem war Bunzen von 1887 bis 1879 Stadtverordneter in Flensburg.
1889 wurde Bunzen Bürgermeister von Glücksburg. Er blieb dies 25 Jahre lang bis 1914. In seiner Amtszeit wurde Glücksburg im Jahr 1900 das Stadtrecht verliehen. Von 1889 bis 1898 vertrat er daneben den Stadt- und Landkreis Flensburg im Preußischen Abgeordnetenhaus. Er gehörte der Freikonservativen Partei an. Von 1892 bis 1917 saß Bunzen als Abgeordneter Glücksburgs auch im Kreistag.

## Ehrungen
- 1894: Kronenorden IV. Klasse
- Roter Adlerorden IV. Klasse
- 1907: Ritterkreuz II. Klasse des Herzoglich-Ernestinischen Hausordens
- 1914: Ehrenbürger von Glücksburg